# Кочаріно
Коча́ріно (рос. Кочарино) — присілок у складі Куртамиського округу Курганської області, Росія.
Населення — 37 осіб (2010, 46 у 2002).
Національний склад станом на 2002 рік:
- росіяни — 70 %
- азербайджанці — 30 %